# عادت‌های بد (ترانه اد شیرن)
«عادت‌های بد» (انگلیسی: Bad Habits) ترانه‌ای از خوانندهٔ بریتانیایی اد شیرن است. این ترانه در ۲۵ ژوئن ۲۰۲۱ از طریق آسیلوم رکوردز به عنوان تک‌آهنگ آغازین پنجمین آلبوم استودیویی‌اش، =، منتشر شد. این تک‌آهنگ نخستین انتشار تک‌خوان او از یک آلبوم در بیش از چهار سال بود. یک نسخهٔ سی‌دی تک‌آهنگ محدود نیز منتشر شد. این ترانه نقدهای متفاوتی از سوی منتقدان موسیقی دریافت کرد؛ منتقدان صدا و سبک آن را با آثار د ویکند مقایسه کردند. این تک‌آهنگ با موفقیت تجاری روبه‌رو بود و در جایگاه نخست بیش ۲۰ کشور از جمله جدول تک‌آهنگ‌های بریتانیا قرار گرفت.
نسخهٔ ریمیکس این ترانه با حضور دو رپر بریتانیایی در ۱۲ اوت ۲۰۲۱ منتشر شد.